# 安广誉
安广誉（1596年—1650年），字無咎，號退翁，南直隶常州府無錫縣（今屬江蘇省無錫市錫山区）人。明末清初诗人、书法家、画家。明朝巨富安国之曾孙，东林党人安希范之次子，安广居之仲弟。一度曾是西林的实际拥有者。著有诗集《烟余草》（现藏于无锡市图书馆）。

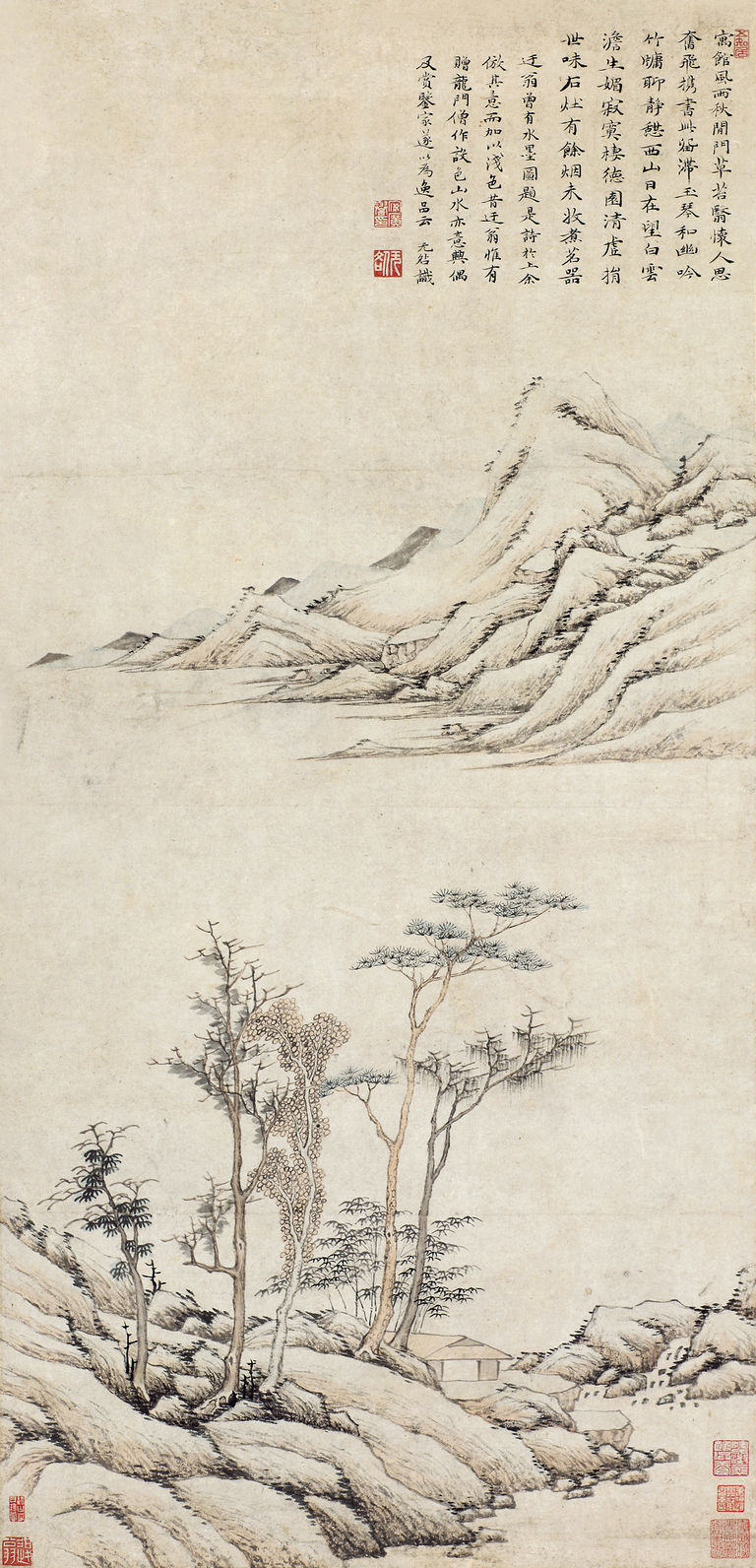
安广誉《仿倪瓒山水图》
藏于无锡博物院

## 留世作品
安广誉的留世画作有：
- 《千秋柱石》立轴一幅，曾于2010年出现在拍卖会场[5]。
- 《仿倪瓒山水图》，现藏于无锡博物院[6]。

安广誉的留世书法有：
- 《清安广誉尺牍卷》，现藏于浙江省博物馆[7]。

## 评价
不事繩檢，而文采宅逸，家多古迹，因善山國朝水，無塵俗氣。